# Аталія
Аталія — цариця Юдейського царства, дружина царя Йорама . В. Олбрайт датує період її правління 849—842 р. до н. е., а Е. Тілє відносить час її царювання до 841—836 р. до н. е.

## Цариця Юдеї
Цар Йорам підтримував тісні стосунки з Ізраїльським царством, та поріднився з ізраїльським царем Єгорамом через одруження із Аталією дочкою Омрі (2 Цар. 8:26).
Дізнавшись про смерть свого брата, ізраїльського царя Єгорама, свого сина Ахаза та про страти, що проводяться воєначальником Єгу проти царського роду Омрі в Ізраїлі, Аталія стала, знищувати нащадків Давида по всій Юдеї. Аталія також намагалася знищити «все цареве насіння Юдиного дому» (2 Хр. 22:10). Однак вона упустила одного сина Ахаза — Йоаса, якого приховав і виховав первосвященник Єгояда.
Через кілька років після цих подій до Аталії прийшла звістка, що Єгояда помазав в Храмі Йоаса з дому Давида і проголосив того новим царем Юдеї. Поспішно Аталія вирушила до Храму, маючи намір захопити Йоаса. Священники озброїли військо і змогли схопити царицю і відвести її в долину Кедрон. Там вона була страчена мечем (2 Хр. 23:21).

## Астрономія
В честь Аталії названо астероїд 515 Аталія.

## Мистецтво
Аталії (присвячено трагедію Жана Расіна (1691) та музику Мендельсона до її постановки (1845), ораторію Генделя (1733), ораторію Симона Майра (1822).